# Olympische Sommerspiele 1900/Bogenschießen – Au cordon doré (50 m Scheibenschießen)
Der Bogenschießwettbewerb in der Disziplin Au cordon doré (50 m Scheibenschießen) bei den Olympischen Spielen 1900 in Paris wurde vom 28. Mai bis 13. August 1900 im Bois de Vincennes ausgetragen.

## Ergebnisse
| Rang | Athlet           | Nation     | Punkte |
| ---- | ---------------- | ---------- | ------ |
| 1    | Henri Hérouin    | Frankreich | 31     |
| 2    | Hubert Van Innis | Belgien    | 29     |
| 3    | Émile Fisseux    | Frankreich | 28     |
| 4    | Henri Helle      | Frankreich | 27     |
| 5    | Édouard Beaudoin | Frankreich | 26     |
| 6    | Denet            | Frankreich | 26     |
| 7    | Galinard         | Frankreich | 26     |
| 8    | Lecomte          | Frankreich | 25     |